# 문상필
문상필(文祥弼, 1966년 10월 15일~)은 대한민국의 정치인, 교수이다. 전라남도 장흥군 출생이다. 호남대학교 교수, 광주광역시 북구 제3선거구 시의원, 더불어민주당 전국장애인위원장등을 역임했다. 이재명 대선 후보 장애인 특보단장 등을 역임하였다.
현재 대한장애인사격연맹 회장, 2022창원장애인사격월드컵대회 조직위원장 겸 대회장이다.
2008년에 평화통일가정당 소속으로 국회의원 출마하였던 문상필(文相弼, 1974년 5월 25일 ~)과는 동명이인이다.

## 학력
- 호남대학교 법학과 학사 졸업
- 동신대학교 사회복지학 석사 졸업

### 학위 수료
- 전남대학교 행정대학원 석사 졸업

## 경력
- 1996 광주YMCA 향토문화연구회 회장
- 1998.07~2000.06 광주지체장애인협회 북구지회장
- 2000~2001.04 지구의날 광주위원회 집행위원
- 2000.08 폐선철도 푸른길가꾸기 집행위원
- 2001 광주 북구 민통일대축전 추진 공동단장
- 2001 광주YMCA 시정지기단 교육국 국장
- 2001 전남 도청이전반대 및 광주전남 통합추진위원회위원
- 2001 광주지하철연대 집행위원회 위원장
- 2002 광주북구자치연대 대표
- 2002 광주시 시정정책기획위원회 위원
- 2003~2005 동강대학 사회복지행정과 겸임교수
- 광주광역시 보행환경개선 추진위원회 위원
- 광주시민방송 이사
- 광주일보 독자위원회 위원
- 광주광역시 공익사업 선정 위원
- 장애인복지신문 호남총국 국장
- 광주사회복지연구소 소장
- 은빛세상 노인장기요양기관 대표
- 동신중학교 운영위원회 위원
- 광주 북구보건지소 자문위원회 위원
- 광주광역시복지협의체 대표의원
- 광주 북구 자원봉사단체협의회 공동대표
- 민주당 광주시당 상무위원
- 민주당 전국장애인위원회 운영위원
- 민주당 광주시당 북구 갑 지역위원회 장애인위원회 위원장
- 광주 북구 장애인복지회 이사장
- 광주광역시 장애인체육회 사무처장
- 2010.07~2014.06 제6대 광주광역시의회 의원
- 2010.07~2012.07 제6대 광주광역시의회 전반기 환경복지위원장
- 전국사회적경제지방의원협의회 상임대표
- 2014.07~2018.03 제7대 광주광역시의회 의원
- 광주공동체 상임대표

대한장애인사격연맹 회장
대한장애인체육회 이사

## 수상
- 2005 보건복지부장관상
- 2005 노동부장관상
- 2008 문화관광부장관상
- 2009 체육포장
- 2010 한국매니페스토실천본부 지방의원 매니페스토 약속대상 광역지방의원 우수상
- 2012 한국매니페스토실천본부 지방의원 매니페스토 약속대상 광역의원분야 최우수상
- 2013 한국지방자치학회 우수조례 우수상
- 2014 제2회 대한민국위민의정 대상 자치법규분야 우수상
- 2014 한국매니페스토실천본부 매니페스토 약속대상 지방선거부문 최우수상
- 2015 위대한 한국인 100인 대상 지방의회부문 시의회발전공로대상
- 2015 대한민국 행복 나눔 봉사대상 지방의회발전공로대상
- 2016 제3회 대한민국위민의정 대상 자치법규분야 우수상
- 2017 대한민국 지방의회 의정대상
- 2017 한국매니페스토실천본부 지방의원 매니페스토 약속대상 광역의원 공약이행분야 최우수상
- 2017 세계일보 제2회 지역사회발전 공헌대상 통일준비분야
- 2017 한국매니페스토실천본부 지방의원 매니페스토 약속대상 광역지방의원 공약이행분야 최우수상
- 2017 광주복지 의정대상 대상

## 역대 선거 결과
|  | 30.62% |

|  | 35.95% |

|  | 67.11% |

|  | 67.72% |

|  | 0.05% |